# Housatonic (Volk)

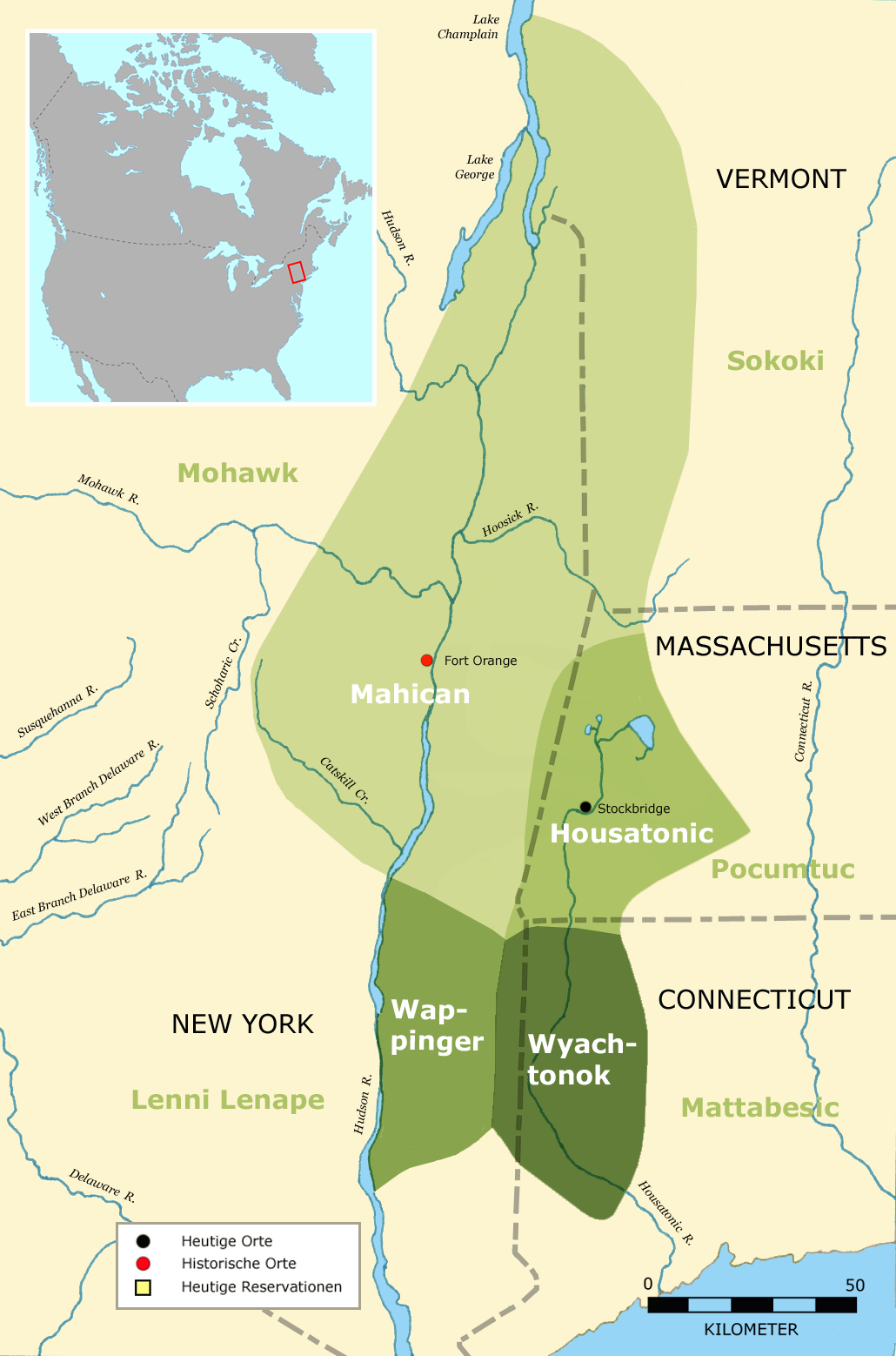
Traditionelles Wohngebiet der Housatonic um 1600.

Die Housatonic oder Westenhuck (abgel. von hous atenuc – ‘auf der anderen Seite der Berge’, bezeichnete ursprünglich eines ihrer Dörfer nahe dem heutigen Great Barrington, Massachusetts) waren ein Indianerstamm, der im 17. Jahrhundert im Housatonic River Valley in Connecticut und im westlichen Massachusetts sowie in der Gegend um Great Barrington, Massachusetts lebte. Zusammen mit vier weiteren Mahican-Stämmen bildeten sie die Mahican-Konföderation, um der erstarkenden feindlichen Irokesen-Liga politisch, militärisch als auch wirtschaftlich standhalten zu können. Die Mahican sind nicht zu verwechseln mit den Mohegan, einer einstigen Splittergruppe der Pequot, deren Wohngebiet 150 km weiter östlich lag.

## Traditionelle Kultur und Lebensweise
Die Kultur, Lebensweise und soziale Organisation der Housatonic entsprach weitgehend der ihrer direkten Nachbarn, den Mahican, Esopus, Wappingern, Wyachtonok, Pocumtuc und Sokoki. Besonders in ihrer sozialen Organisation und den intertribalen Beziehungen waren die Housatonic sehr eng mit den Wappingern, Esopus und anderen Munsee sprechenden Stämmen verbunden.
Die auf Hügelkuppen in der Nähe von Flüssen errichteten Palisadendörfer bestanden aus 3 bis 16 rindengedeckten Langhäusern. Ein Langhaus bot für mindestens drei Kernfamilien Platz. Häuptlingshäuser waren größer und zudem mit Bemalungen und Schnitzereien verziert. Ein Dorf hatte durchschnittlich 200 Einwohner und wurde spätestens nach 8 bis 12 Jahren verlegt, wenn der Boden der umliegenden Gärten erschöpft war. Weitere Gründe für die Verlegung waren die zunehmende Verschmutzung durch Abfälle und der Mangel an Feuerholz. In der Umgebung der Dörfer wurden der Wald abgebrannt und Gärten zwischen den verkohlten Baumstümpfen angelegt, in denen ausschließlich Frauen Mais, Bohnen und Squash anbauten.
Im Frühling kamen ungeheuere Schwärme von Heringen und Maifischen (Alosa sapidissima) den Housatonic River und seine Nebenflüsse hinauf. Die Männer verbrachten den größten Teil des Sommers mit Fischen und dem Sammeln großer Mengen von Süßwassermuscheln. Sie fuhren zum Fischfang mit Einbäumen und Rindenkanus oder arbeiteten mit Fischreusen in den kleineren Flüssen. Ein großer Teil des Fangs wurde an Ort und Stelle als Wintervorrat getrocknet und geräuchert. Die Frauen sammelten Erdnüsse, Beeren und anderen Früchte des Waldes. Im späten August kehrten die meisten Männer in ihre Dörfer zurück, um an den Grünkorn-Zeremonien teilzunehmen und den Frauen bei der Ernte zu helfen. Nachdem die Ernte in gras- oder rindenbedeckten Gruben, sogenannten Indianerscheunen, gelagert worden war, wurden im Herbst gemeinsame Treibjagden auf Hirsche und Elche organisiert, denen ein Hirschopfer-Ritual folgte.

## Geschichte

### Stockbridge
Nach dem King Philip’s War (1675–1676) war der Stamm durch Flüchtlinge aus dem Osten und Mahican vom Hudson River im Westen stark angewachsen. Um 1720 hatte der Stamm den größten Teil seines Landes an Massachusetts verkauft und behielt nur zwei Gebiete für sich selbst, das eine war Skatekook in Sheffield am Housatonic River, das andere Wnahktukook, 12 – 16 km weiter stromaufwärts beim heutigen Stockbridge. Im Jahre 1734 begann Reverend John Sergeant mit Erlaubnis des Stammes dort zu arbeiten. Weil sie die beiden Ländereien gern vereinigen wollten, tauschten die Housatonic das Skatekookland gegen Flächen in der Nähe von Wnahktukook, ein Gebiet, das danach Stockbridge genannt wurde.
Um 1738 waren alle Indianer aus der Region in dieses Dorf umgesiedelt, in dem die Missionare eine Schule gründeten, in der Mahicansprache predigten und verschiedene Gebete übersetzten. Sergeants Assistent bei diesen Übersetzungen war möglicherweise John Quinney, das Mitglied einer bedeutenden indianischen Familie, die man jetzt allgemein nach ihrem Dorf als Stockbridge bezeichnete. Unter Sergeants ersten bekehrten Indianern waren die örtlichen Häuptlinge mit ihren Familien. Einige englische Familien forderte man auf, „zivilisiertes Verhalten“ zu demonstrieren, und sie unterrichteten die Indianer außerdem in Landwirtschaft und anderen Handwerkstechniken. Ein Kirchenrat und Stadtrat, weitgehend nach englischem Muster, wurde gebildet, in denen nach Einschätzung des Missionars „vorbildliche Indianer“ verschiedene Posten besetzten. Die Ländereien waren bis 1740 Gemeinschaftsbesitz, danach wurden sie auf Wunsch der Indianer aufgeteilt und jede Familie bekam eine Parzelle gleicher Größe.
Der Amerikanische Unabhängigkeitskrieg wirkte sich für die Indianer verheerend aus. Nahezu die Hälfte aller Männer verlor ihr Leben in Lexington, Bunker Hill, White Plains, Barren Hill und vielen anderen Gefechten. Das Leben in Stockbridge büßte während dieser turbulenten Jahre viel von seiner ursprünglichen religiösen Begeisterung ein. Trotz der Vereinigung mit den Wappingern und anderen Indianern belief sich die Gesamtbevölkerung im Jahr 1774 nur noch auf rund 300 Indianer.

### New Stockbridge
Am Ende des Krieges wurden die Stockbridge genötigt, ihr Land zu verkaufen und die weißen Siedler beeilten sich, die Indianer hinauszudrängen. Das Experiment Stockbridge war damit gescheitert. Die entmutigten Überreste der Mahican-Nation, insgesamt 420, nahmen eine Einladung der Oneida an und zogen in ein Gebiet am Oneida Creek in New York. Bis 1789 waren alle Indianer von Stockbridge an einen Ort in der Mitte New Yorks gezogen, den sie New Stockbridge nannten.
Bei den Stockbridge hatten sich zwei Fraktionen gebildet, eine konservative, die an den alten Sitten und Gebräuchen festhalten wollte und eine progressive, die den weißen Farmern nacheiferte. Der konservative Teil des Stammes bevorzugte das Verpachten von Land an Weiße, lebte vom Pachtzins und durch handwerkliche Arbeiten. Der exzessive Konsum von Alkohol war unter den traditionellen Stockbridge weit verbreitet. Der fortschrittliche Teil des Stammes betrieb die Farm selbst und lehnte die alte Arbeitsteilung ab, nach der die Frauen die Farmarbeit zu leisten hatten. Dem Vernehmen nach wurden die Stockbridge-Männer, die Farmarbeit leisteten, von den benachbarten Oneida verspottet. Als die Oneida die Lehre des irokesischen Propheten Handsome Lake bei den Stockbridge einführen wollten, wurden dessen Lehren jedoch von ihnen weitgehend abgelehnt.
Der Sprecher für die Stockbridge in dieser Sache war ihr neuer Obersachem Hendrick Aupaumut, der Captain in der Kontinentalarmee war und in der intertribalen Politik eine wichtige Rolle spielte. Schon 1791 erkannte er die Notwendigkeit eines weiteren Umzugs wegen des unerwünschten Einflusses der Oneida und der Weißen an der Siedlungsgrenze auf sein Volk. Aupaumut erinnerte sich an einen alten Vertrag mit den Miami, nach dem sie einen Teil ihres Landes auf Dauer für die Angehörigen der früheren River-Indian-Konföderation zu reservieren hatten.

### Indiana und Wisconsin
Tecumsehs Kampf für indianische Freiheit fand im Krieg von 1812 sein bitteres Ende. Im Jahre 1818 brachen über 75 Stockbridge unter der Führung von John Metoxen nach Indiana auf. Bei ihrer Ankunft am White River hörten sie, dass die Delaware und Miami gezwungen worden waren, ihr Land zu verkaufen. Einige Missionare, die vom Kriegsministerium beauftragt worden waren, kauften jetzt Land von den Menominee und Winnebago in Wisconsin für die Stockbridge. Im Jahre 1828 zog eine Gruppe aus New Stockbridge in dieses Gebiet und ließ sich am Fox River nieder. Metoxen und seine wandernden Stockbridge stießen dazu und weitere Gruppen folgten; die letzten Indianer verließen New Stockbridge im Jahre 1829. Hendrick Aupaumut starb 1830, nachdem alle seine Leute in ihrer neuen Heimat angekommen waren. Im Jahre 1831 lebten 225 Stockbridge zusammen mit über 100 Delaware am Fox River; ihr Obersachem wurde John Metoxen.
Heute ist der Stamm unter dem Namen Stockbridge-Munsee Band of Mohican Indians of Wisconsin bekannt, die von ihnen bewohnte Reservation heißt Stockbridge-Munsee Community und zählte 2.012 Stammesangehörige beim Zensus aus dem Jahr 2000.